# Bab Berred
Bab Berred (franska: Bab Berred (CR), Bab Berred (Commune Rurale), arabiska: عين تاوجطات (البلدية)) är en kommun i Marocko.   Den ligger i provinsen Chefchaouen och regionen Tanger-Tétouan-Al Hoceïma, i den nordöstra delen av landet, 200 km nordost om huvudstaden Rabat. Antalet invånare är 18 196.